# Nobleton, Florida
Nobleton är en ort i Hernando County i delstaten Florida, USA.